# آرون غونارسون
آرون غونارسون (مواليد 22 أبريل 1989) هو لاعب كرة قدم. يلعب مع نادي الغرافة ومنتخب آيسلندا لكرة القدم. سبق له أن لعب في بطولة أمم أوروبا لكرة القدم 2016 مع منتخب بلاده.

## الروابط الخارجية
- آرون غونارسون على موقع الاتحاد الدولي (مؤرشف)  (الإنجليزية)
- آرون غونارسون على موقع الاتحاد الأوربي (الإنجليزية)
- آرون غونارسون على موقع إي إس بي إن إف سي (الإنجليزية)
- آرون غونارسون على موقع قاعدة بيانات كرة القدم.إي يو (الإنجليزية)
- آرون غونارسون على موقع ناشيونال فوتبول تيمز (الإنجليزية)
- آرون غونارسون على موقع Soccerbase.com (لاعب) (الإنجليزية)
- آرون غونارسون على موقع Soccerway.com (الإنجليزية)
- آرون غونارسون على موقع عالم كرة القدم.نت (الإنجليزية)
- آرون غونارسون على موقع كووورة
- آرون غونارسون على موقع AS.com (الإسبانية)